# Groß Krams
Groß Krams ist eine Gemeinde im Landkreis Ludwigslust-Parchim in Mecklenburg-Vorpommern (Deutschland). Sie wird vom Amt Hagenow-Land mit Sitz in der Stadt Hagenow verwaltet.

## Geografie
Groß Krams liegt in der Griesen Gegend, einem waldreichen Gebiet zwischen den Flüssen Sude, Elde und Elbe. Das flachwellige Gebiet fällt westlich von Groß Krams zum breiten Tal der Sude hin ab. Südwestlich der Gemeinde befindet sich ein großer Truppenübungsplatz.
Umgeben wird Groß Krams von den Nachbargemeinden Bresegard bei Picher im Nordosten, Alt Krenzlin im Süden, Belsch im Westen sowie Redefin im Nordwesten.

## Geschichte
Am 1. Januar 1974 wurde Groß Krams nach Redefin eingemeindet. Am 1. Mai 1990 wurde der Ort wieder zu einer selbstständigen Gemeinde.

## Politik

### Gemeindevertretung und Bürgermeister
Der Gemeinderat besteht (inkl. Bürgermeister) aus 6 Mitgliedern. Die Wahl zum Gemeinderat am 26. Mai 2019 hatte folgende Ergebnisse:
| Partei/Bewerber                                       | Prozent | Sitze |
| ----------------------------------------------------- | ------- | ----- |
| WG Aktiv für Groß Krams                               | 56,79   | 3     |
| WG Arbeitsgemeinschaft proNatur und Umwelt Groß Krams | 22,53   | 1     |
| Einzelbewerber Richter                                | 12,96   | 1     |
| Einzelbewerber Böhm                                   | 7,72    | 1     |

Bürgermeister der Gemeinde ist Tobias Alwardt, er wurde mit 69,31 % der Stimmen gewählt.
Der NDR veröffentlichte im März 2021 die Dokumentation Mein Nachbar ist Nazi – Was tun?. Sie behandelt die NPD-Vergangenheit der Einzelbewerber Sebastian Richter und Ragnar Böhm und den Umgang der Gemeinde mit dieser Thematik. Damit wird die Gemeinde zu einem Drittel von Rechtsextremisten im Rat vertreten.

### Dienstsiegel
Die Gemeinde verfügt über kein amtlich genehmigtes Hoheitszeichen, weder Wappen noch Flagge. Als Dienstsiegel wird das kleine Landessiegel mit dem Wappenbild des Landesteils Mecklenburg geführt. Es zeigt einen hersehenden Stierkopf mit abgerissenem Halsfell und Krone und der Umschrift „GEMEINDE GROß KRAMS • LANDKREIS LUDWIGSLUST-PARCHIM“.

## Sehenswürdigkeiten

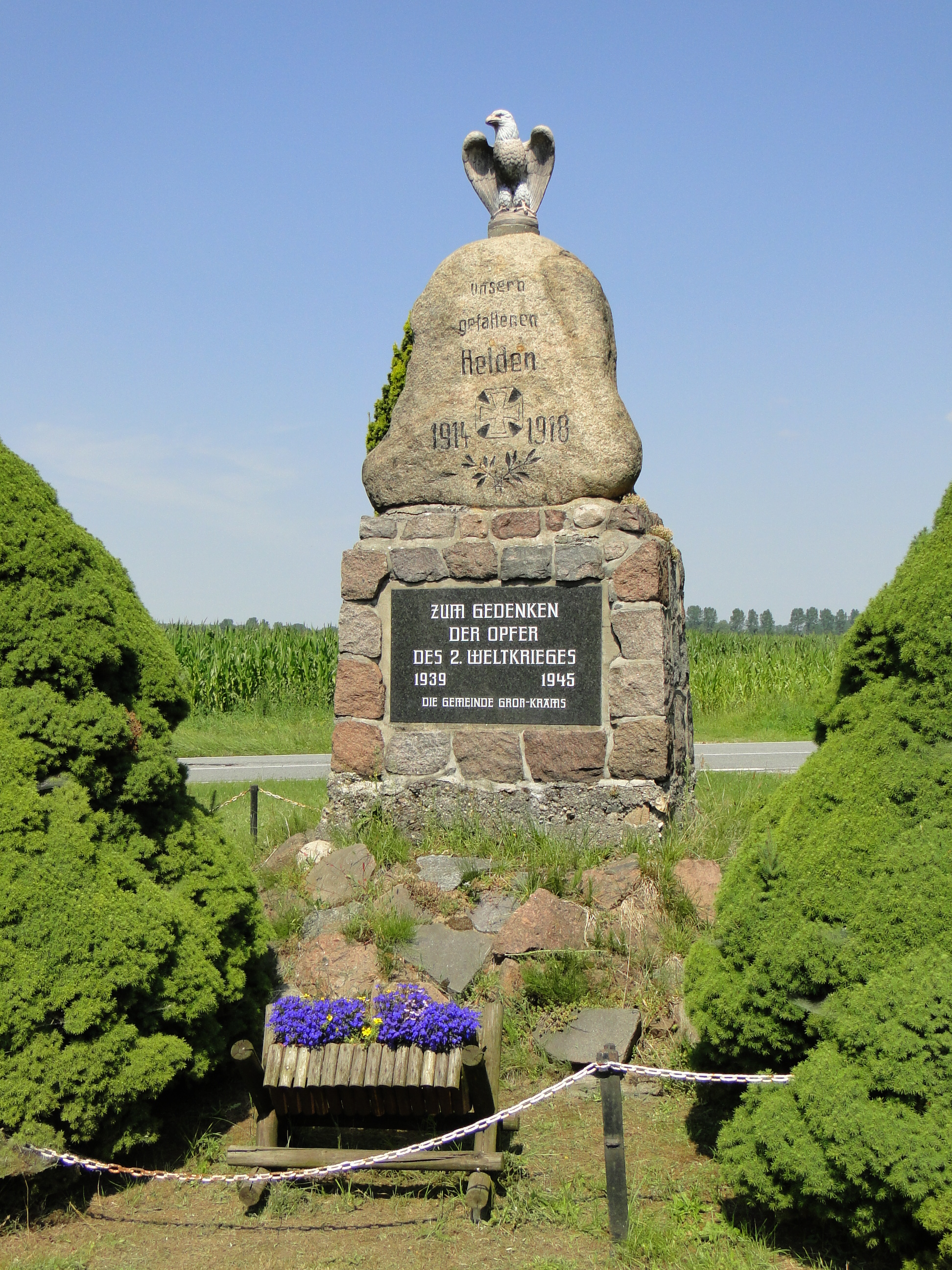
Gefallenendenkmal

- Gefallenendenkmal

## Verkehr
Die Bundesstraße 5 von Ludwigslust nach Boizenburg/Elbe (vor 1990 Transitstraße von Berlin nach Hamburg) streift den Norden der Gemeinde. Die nächstgrößeren Städte sind Ludwigslust, Hagenow und Lübtheen (alle jeweils etwa 15 Kilometer entfernt). Von Hagenow aus besteht Bahn- und Autobahnanschluss (A 24 Berlin–Hamburg).

## Belege
1. ↑  Statistisches Amt M-V – Bevölkerungsstand der Kreise, Ämter und Gemeinden 2023 (XLS-Datei) (Amtliche Einwohnerzahlen in Fortschreibung des Zensus 2011) (Hilfe dazu).
2. ↑  Gemeinden 1994 und ihre Veränderungen seit 01.01.1948 in den neuen Ländern, Verlag Metzler-Poeschel, Stuttgart, 1995, ISBN 3-8246-0321-7, Herausgeber: Statistisches Bundesamt
3. ↑  Zweckverband Kommunale Datenverarbeitung Oldenburg(ZKO)
4. ↑  Zweckverband Kommunale Datenverarbeitung Oldenburg(ZKO)
5. ↑  Mein Nachbar ist Nazi - Was tun? | Doku | NDR | 45 Min. Abgerufen am 8. März 2021 (deutsch).
6. ↑  Hauptsatzung § 2 Abs.1 (Memento des Originals vom 14. Dezember 2019 im Internet Archive)  Info: Der Archivlink wurde automatisch eingesetzt und noch nicht geprüft. Bitte prüfe Original- und Archivlink gemäß Anleitung und entferne dann diesen Hinweis.